# Cornelia Kraske

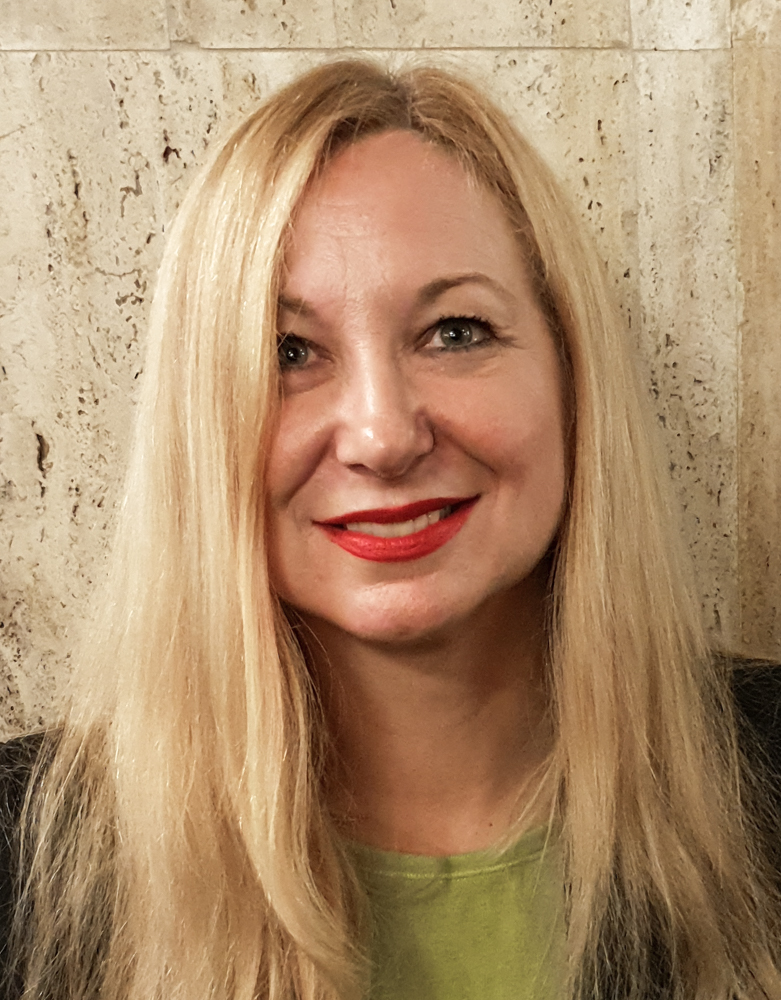
Cornelia Kraske (2019)

Cornelia Kraske (* 22. September 1969 in Cottbus) ist eine deutsche Kostümbildnerin und Modedesignerin.

## Leben
Cornelia Kraske ist in Hoyerswerda aufgewachsen. Sie studierte Modedesign an der FHTW Berlin und arbeitete anschließend als Designerin in Berlin. Erste Theatererfahrungen sammelte sie bei Frank Castorf an der Volksbühne Berlin. Danach war sie Kostümassistentin am Staatstheater Nürnberg. Seit 2001 ist sie freischaffend tätig und entwirft Kostüme für Theater in Deutschland, Österreich und Südtirol, z. B. für das Staatstheater Nürnberg, die Opernfestspiele Heidenheim, das Theater in Heilbronn, das Schauspielhaus Graz, das Schauspielhaus und das Musiktheater in Linz sowie für die Vereinigten Bühnen Bozen. Sie arbeitet mit den Regisseuren Georg Schmiedleitner, Axel Vornam, Frank Behnke, Hermann Schneider, Ingo Putz und Alejandro Quintana sowie den Regisseurinnen Petra Luisa Meyer und Bettina Bruinier.
Seit 2020 ist Kraske neben ihrer Arbeit als Kostümbildnerin wieder als Modedesignerin tätig.
Cornelia Kraske ist mit dem Bühnenbildner Stefan Brandtmayr verheiratet.

## Schauspiel (Auswahl)
- 1993 Die herausfallenden alten Weiber, Daniil Charms, Volksbühne Berlin
- 1996 1996 Der Tanz der Guarneri, Solosonaten Bach, Akademie der Künste Berlin
- 1997 Silence Dance, von Tolada, Theater am Halleschen Ufer Berlin
- 2000 Emilia Galotti, von Gotthold Ephraim Lessing, Theater Regensburg
- 2001 Geschichten aus dem Wienerwald, von Ödön von Horváth, Staatstheater Nürnberg
- 2002 Liliom, von Ferenc Molnár, Landestheater Linz
- 2005 Unschuld, von Dea Loher, Staatstheater Nürnberg
- 2005 Hunt oder Der totale Februar, von Franzobel, Theater Hausruck, Kohlebrecher Kohlgrube
- 2006 Verbrennungen DSE, Wajdi Mouawad, Staatstheater Nürnberg
- 2007 Tartuffe, von Molière, Staatstheater Nürnberg
- 2007 Zipf, von Franzobel, Theater Hausruck
- 2008 Käthchen von Heilbronn, Schauspielhaus Graz
- 2008 Die Orestie, von Aischylos, Staatstheater Nürnberg
- 2009 Prinzessin Eisenherz, von Franzobel, Schauspielhaus Graz[2]
- 2010 Das letzte Feuer, Dea Loher, Volkstheater Wien
- 2010 Nathan der Weise, von Gotthold Ephraim Lessing, Staatstheater Nürnberg
- 2010 Der goldene Drache, von Roland Schimmelpfennig, Staatstheater Nürnberg
- 2011 Ausser Kontrolle, Landestheater Linz
- 2012 Madame Bovary, von Gustave Flaubert, Staatstheater Nürnberg
- 2012 Der Alpenkönig und Menschenfeind, von Ferdinand Raimund, Staatstheater Nürnberg
- 2012 Der dressierte Mann, von John von Düffel, Theater in Heilbronn
- 2013 Eine Woche voller Samstage, von Paul Maar, Landestheater Linz[3]
- 2013 Hexenjagd, von Arthur Miller, Landestheater Linz[4]
- 2013 Kleiner Mann – was nun?, von Hans Fallada, Volkstheater Wien
- 2013 Alpenvorland, von Thomas Arzt, Kammerspiele Linz
- 2013 Glaube, Liebe, Hoffnung, von Ödön von Horváth, Staatstheater Nürnberg
- 2013 Das Himbeerreich, von Andres Veiel, Staatstheater Nürnberg
- 2014 Happy Planet, von Thomas Baum, Schauspielhaus Linz[5]
- 2014 Der Geizige, von Moliere, Theater Heilbronn
- 2015 Stillbach oder Die Sehnsucht, von Sabine Gruber, Vereinigte Bühnen Bozen
- 2015 Maria Stuart, von Friedrich Schiller, Schauspiel Leipzig
- 2015 Der nackte Wahnsinn, von Michael Frayn, Staatstheater Nürnberg
- 2016 Die Lüge, von Florian Zeller, Theater in Heilbronn
- 2016 Ein Sommernachtstraum, von William Shakespeare, Vereinigte Bühnen Bozen
- 2016 Schönheit, von Nino Haratischwili, Staatstheater Nürnberg
- 2016 Die Katze auf dem heißen Blechdach, von Tennessee Williams, Staatstheater Nürnberg
- 2017 Kasimir und Karoline, von Ödön von Horváth, Staatstheater Nürnberg
- 2017 Nathan der Weise, von Gotthold Ephraim Lessing, Staatstheater Saarbrücken
- 2018 Wilhelm Tell, von Friedrich Schiller, Theater Münster
- 2019 Vor Sonnenaufgang, von Ewald Palmetshofer nach Gerhart Hauptmann, Stadttheater Klagenfurt
- 2019 Der Lebkuchenmann, von Franzobel, Bergwaldtheater Weißenburg, Bayern[6][7]
- 2019 Der Verschwender, von Ferdinand Raimund, Landestheater Linz
- 2019 SCHILLER. Aufruhr und Empörung, Fassung von Florian Hirsch und Theater Phönix, Linz[8][9][10]
- 2021 Richard III, Drama von William Shakespeare, Theater Regensburg, November 2021
- 2022 Der jüngste Tag, Schauspiel von Ödön von Horváth, Stadttheater Fürth, März 2022[11]
- 2024 Adern, Schauspiel von Lisa Wentz, Stadttheater Klagenfurt[12]

## Musiktheater
- 2001 Pollicino, Oper von Hans Werner Henze, Staatstheater Nürnberg
- 2003 Anything Goes, Musical von Cole Porter, Staatstheater Nürnberg
- 2005 Così fan tutte, Oper von Wolfgang Amadeus Mozart, Musikhochschule Karlsruhe
- 2011 La Bohème, Oper von Giacomo Puccini, Landestheater Linz
- 2012 Fra Diavolo, von Daniel-Francois-Esprit Auer, Theater Phoenix, Linz[13]
- 2012 Rigoletto, Oper von Giuseppe Verdi, Landestheater Linz
- 2014 Tosca, Oper von Giacomo Puccini, Musiktheater Linz[14]
- 2014 Die Fledermaus, Operette von Johann Strauss, Vereinigte Bühnen Bozen
- 2016 La Boheme, Oper von Giacomo Puccini, Opernfestspiele Heidenheim
- 2015 Macbeth, Oper von Giuseppe Verdi, Opernfestspiele Heidenheim
- 2015 Anatevka, Musical von Jerry Bock, Vereinigte Bühnen Bozen
- 2017 Der fliegende Holländer, Oper von Richard Wagner, Opernfestspiele Heidenheim
- 2017 Die Fledermaus, Operette von Johann Strauss, Oper Köln
- 2018 Die Csárdásfürstin, Operette von Emmerich Kálmán, Vereinigte Bühnen Bozen
- 2018 Nabucco, Oper von Giuseppe Verdi, Opernfestspiele Heidenheim
- 2019 La finta giardiniera, Oper von Wolfgang Amadeus Mozart, Theater Heilbronn/BUGA

## Auszeichnungen
- 2005 Nestroy-Preis Spezialpreis mit dem Theater Hausruck für Hunt oder Der totale Februar von Franzobel unter der Regie von Georg Schmiedleitner
- 2005 Bühnenkunstpreis des Landes Oberösterreich mit dem Theater Hausruck für hunt oder Der totale Februar